# Municipio Huachacalla
Das Municipio Huachacalla ist ein Verwaltungsbezirk im Departamento Oruro im südamerikanischen Anden-Staat Bolivien.

## Lage im Nahraum
Das Municipio Huachacalla ist das zentral gelegene von fünf Municipios der Provinz Litoral. Es grenzt im Norden und Westen an das Municipio Cruz de Machacamarca, im Südwesten an das Municipio Yunguyo del Litoral, im Süden an das Municipio Esmeralda und im Osten an das Municipio Escara.
Zentraler und einziger Ort des Municipio ist die Landstadt Huachacalla mit 1003 Einwohnern (Volkszählung 2012) im Mittelpunkt des Municipios.

## Geographie
Das Municipio Huachacalla liegt auf dem bolivianischen Altiplano zwischen den Hochgebirgszügen der Cordillera Occidental im Westen und der Cordillera Central im Osten.
Das Klima ist semiarid und weist eine kurze Regenzeit im Sommer auf, der Jahresniederschlag liegt bei niedrigen 200 mm. Die Jahresdurchschnittstemperatur liegt bei 5,5 °C ohne wesentliche Schwankungen im Jahresverlauf, aber mit starken Tagesschwankungen der Temperatur und häufigem Frostwechsel.
Die Vegetation im Raum Huachacalla entspricht der semiariden Puna. Sie ist baumlos und setzt sich vor allem aus Dornsträuchern, Gräsern, Sukkulenten und Polsterpflanzen zusammen. Sie wird wirtschaftlich als Lama-, Alpaka- und Schafweide genutzt.

## Bevölkerung
Die Einwohnerzahl ist zwischen 1992 und 2024 auf das Vierfache angestiegen:
| Jahr | Einwohner | Quelle       |
| ---- | --------- | ------------ |
| 1992 | 983       | Volkszählung |
| 2001 | 1650      | Volkszählung |
| 2012 | 1003      | Volkszählung |
| 2024 | 3974      | Volkszählung |

Die Bevölkerungsdichte des Municipios bei der letzten Volkszählung von 2024 betrug 189,2 Einwohner/km², der Anteil der städtischen Bevölkerung war zu diesem Zeitpunkt 0 Prozent. Die Lebenserwartung der Neugeborenen lag im Jahr 2001 bei 57,8 Jahren.
Der Alphabetisierungsgrad bei den über 19-Jährigen beträgt 92 Prozent, und zwar 99 Prozent bei Männern und 83 Prozent bei Frauen (2001).

## Politik
Ergebnis der Regionalwahlen (concejales del municipio) vom 4. April 2010:
| Wahl- berechtigte |  | Wahl- beteiligung | gültige Stimmen |  | MSM    | MAS-IPSP |
| ----------------- |  | ----------------- | --------------- |  | ------ | -------- |
| 645               |  | 466               | 340             |  | 183    | 157      |
|                   |  | 72,2 %            | 73,0 %          |  | 53,8 % | 46,2 %   |

Ergebnis der Regionalwahlen (elecciones de autoridades políticas) vom 7. März 2021:
| Wahl- berechtigte |  | Wahl- beteiligung | gültige Stimmen |  | MAS-IPSP | PP      | MTS    | UN SOL PARA ORURO | BST    | C-A    |
| ----------------- |  | ----------------- | --------------- |  | -------- | ------- | ------ | ----------------- | ------ | ------ |
| 756               |  | 289               | 248             |  | 132      | 52      | 21     | 11                | 10     | 9      |
|                   |  | 38,23 %           | 85,81 %         |  | 53,23 %  | 20,97 % | 8,47 % | 4,44 %            | 4,03 % | 3,63 % |

## Gliederung
Das Municipio hat eine Fläche von 24 km² und unterteilt sich nicht weiter in Kantone (cantones). Es besteht ausschließlich aus der Ortschaft Huachacalla.